# Саксен-Альтенбург
Герцогство Саксен-Альтенбург (нем. Herzogtum Sachsen-Altenburg) — немецкое герцогство, одно из эрнестинских княжеств, существовавшее в периоды с 1602—1672 и 1826—1918 годов. Герцогство состояло из двух частей, разделенных между собой княжеством Рёйсс (младшей линии).

## История
Изначально территория Саксен-Альтенбурга входила в состав различных тюрингенских государств, переходя из рук в руки то в виде приданого, то по договорам о разделе. В 1485 году Альтенбург, выделившийся к тому времени в особое государство, перешел во владение Альбертинской линии Веттинов, а в 1554 году — Эрнестинской линии Веттинов. В 1572 году после раздела в Эрфурте, Альтенбург вошел в состав образованного из Эрнестинских земель герцогства Саксен-Веймар.

## Саксен-Альтенбург старшей линии
В 1602 году умер герцог Саксен-Веймара Фридрих Вильгельм I, у которого осталось 4 малолетних сына, последний из которых, Фридрих Вильгельм, родился через 8 месяцев после смерти отца. Поскольку самому старшему, Иоганну Филиппу, было всего 5 лет, опеку над наследниками взял на себя младший брат умершего герцога, Иоганн III. Почти сразу дядя лишил племянников наследства, забрав себе герцогство, но в итоге все же был вынужден разделить его, оставив себе территорию с Веймаром, а сыновьям Фридриха Вильгельма он выделил герцогство Саксен-Альтенбург. Регентами над малолетними правителями стал саксонский курфюрст Кристиан II, а после его смерти — его младший брат и новый курфюрст Иоганн-Георг I.
В 1618 году старший наследник, Иоганн Филипп, был объявлен совершеннолетним и приступил к управлению герцогством, а также стал опекуном младших братьев и основателем новой династии. Братья стали его соправителями, однако двое из них: Фридрих и Иоганн Вильгельм вскоре умерли, не оставив детей. Формальным соправителем остался Фридрих Вильгельм, но фактически Иоганн Филипп удерживал в своих руках всю полноту власти до самой смерти.
В 1638 году умер бездетным герцог Саксен-Эйзенаха Иоганн-Эрнст, из-за чего пресеклась Саксен-Эйзенахская линия Веттинов. Было решено разделить её земли между Саксен-Веймаром и Саксен-Альтенбургом, и по договорённости с герцогом Саксен-Веймара Вильгельмом, Саксен-Альтенбургу перешли Кобург, Бад-Родах, Рёмхильд, Хильдбургхаузен и Нойштадт-Кобург. Это прибавление было оформлено уже после смерти Иоганна Филиппа, который не оставил наследников мужского рода, однако изъявил желание, чтобы в том случае, если полностью пресечётся мужская линия семьи, линия, идущая от его единственной дочери Елизаветы Софии, стала основной наследницей Саксен-Альтенбургской ветви.
После этого Фридрих Вильгельм смог самостоятельно править в герцогстве. В 1660 году было разделено графство Хеннеберг и от этого раздела Фридрих Вильгельм получил Майнинген, Темар и Берунген. Спор с Саксен-Веймарской линией касательно прав на те или иные земли продолжался до самой его смерти в 1669 году.
У Фридриха Вильгельма было двое сыновей, однако старший из них, Кристиан, умер еще при жизни отца. Наследником стал несовершеннолетний Фридрих Вильгельм III, опекунами над которым стали курфюрст Саксонии Иоганн-Георг II и дядя по матери Мориц Саксен-Цейцский. В 1672 году Фридрих Вильгельм III умер от оспы, и с его смертью пресеклась старшая Саксен-Альтенбургская линия.
В соответствии с волей основателя, Иоганна Филиппа, права наследования переходили к потомкам его дочери Елизаветы Софии, которая вышла замуж за герцога Саксен-Готы Эрнста I, чему однако воспротивились герцоги Саксен-Веймарские. Поэтому герцогство Саксен-Альтенбург было разделено между Саксен-Веймарской и Саксен-Готской ветвями фамилии, причем Саксен-Гота получило бо`льшую часть и стало именоваться Саксен-Гота-Альтенбург.

## Саксен-Альтенбург младшей линии
Повторно герцогство Саксен-Альтенбург возникло по договору о разделе наследственных владений Готско-Альтенбургской линии, угасшей в 1825 году, между всеми герцогами Эрнестинского дома, к которому принадлежала и угасшая линия. Когда в 1825 году угасла эта последняя ветвь, Саксен-Альтенбург достался Фридриху, герцогу Гильдбурггаузенскому, который променял 550 км² с 33 000 жителей своего наследственного владения Гильдбурггаузен на 1300 км² и в 2 ½ раза большим населением Саксен-Альтенбурга.
При его правлении в 1830 году произошло восстание, бывшее отголоском Июльской революции; дома многих правительственных чиновников были разрушены, и сами они взяты в плен. Восстание было без большого труда усмирено, но герцог счел нужным в 1831 октроировать конституцию. С 1834 года Саксен-Альтенбург вошел в состав Германского таможенного союза.
При сыне Фридриха, Иосифе, в 1848 году в Саксен-Альтенбурге обнаружилось сильное демократическое движение; Иосиф согласился на введение прямого и всеобщего голосования для выборов в ландтаг, отмену цензуры, введение суда присяжных, приведение армии к присяге на верность конституции. Он медлил, однако, с созывом нового ландтага и даже арестовал (18 июня) вождей демократической партии. Произошло восстание; в Альтенбурге были построены баррикады. Герцог обратился за помощью к Саксонии, но раньше, чем прибыли саксонские войска, пошел на уступки: арестованные были освобождены, дана всеобщая амнистия, созван новый ландтаг и сформировано министерство с республиканцем Круцигером во главе. Первой мерой ландтага была ассигновка 15 000 талеров на общественные работы для массы безработных.
В ноябре Иосиф дал отставку Круцигеру, назначил на его место реакционера графа Бейста и обратился за военной помощью к Пруссии, Саксонии и Ганноверу; вслед за тем он отрекся от короны в пользу своего брата Георга (1848—1853), который, опираясь на прибывшие войска, начал жестокую реакцию. В 1850 году был издан новый избирательный закон, основанный на трехклассной системе.
Реакция продолжалась и при его сыне, герцоге Эрнесте. Удельные имущества, объявленные во время революции собственностью государства, были возвращены в собственность герцога; суд присяжных отменен. Политика герцога была дружественная Пруссии: в 1862 году Саксен-Альтенбург заключил с Пруссией военную конвенцию. В 1866 году герцог послал свои войска на помощь Пруссии в войне с Австрией, и по окончании войны Саксен-Альтенбург вошел в состав Северогерманского союза.

## Герцоги Саксен-Альтенбургские

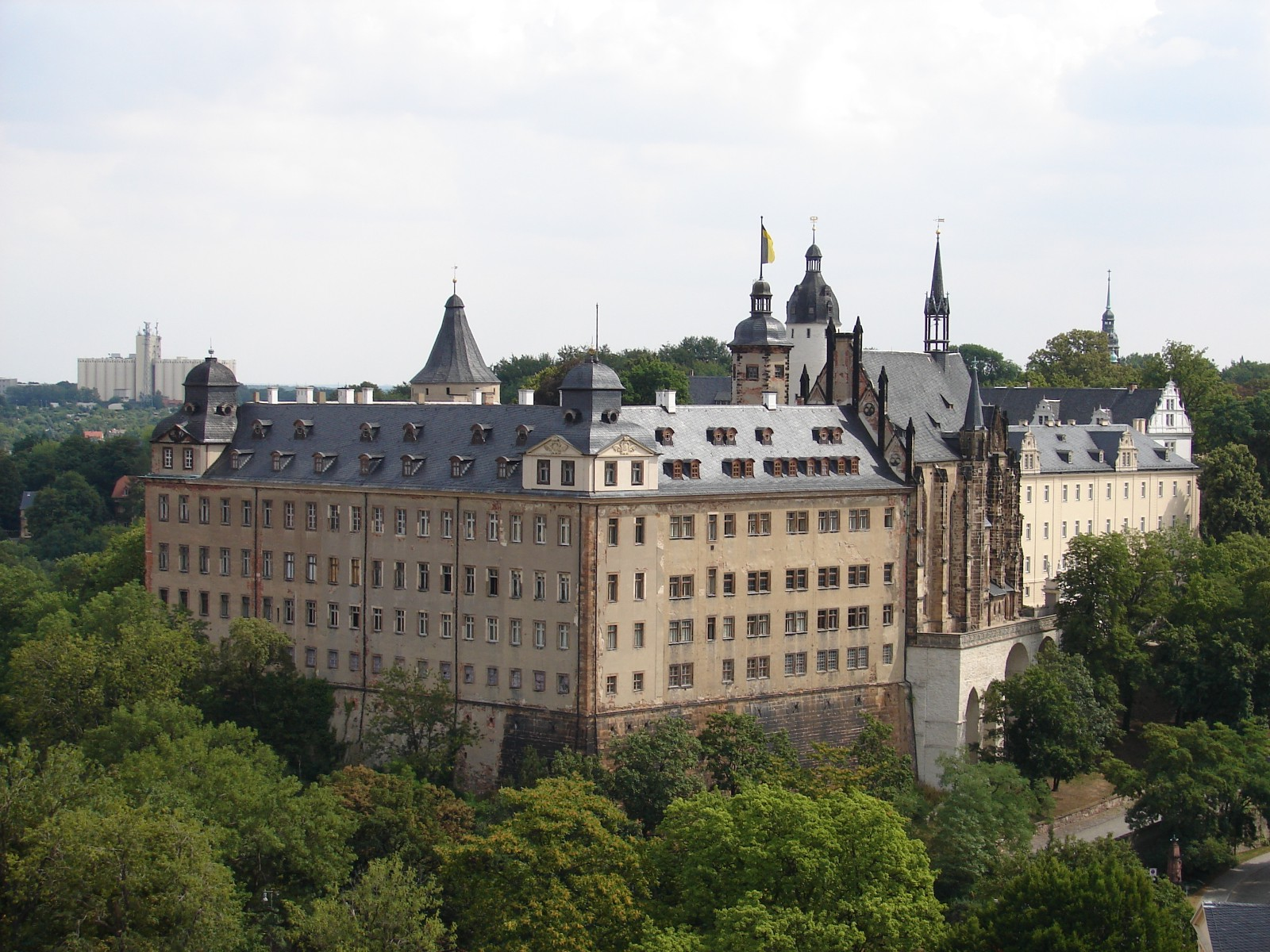
Альтенбургский замок

### Старшая линия
- Иоганн-Филипп Саксен-Альтенбургский (1603—1639)
- Фридрих-Вильгельм II Саксен-Альтенбургский (1639—1669)
- Фридрих-Вильгельм III Саксен-Альтенбургский (1669—1672)

### Младшая линия
- Фридрих Саксен-Гильдбурггаузенский (1826—1834)
- Иосиф Саксен-Альтенбургский (1834—1848)
- Георг Саксен-Альтенбургский (1848—1853)
- Эрнст I Саксен-Альтенбургский (1853—1908)
- Эрнст II Саксен-Альтенбургский (1908—1918)

### Главы Саксен-Альтенбургского дома после падения монархии
- Эрнст II Саксен-Альтенбургский (1918—1955)
- Георг Мориц Саксен-Альтенбургский (1955—1991)

## Административное деление
Территория Саксен-Альтенбурга до 1 апреля 1990 года делилась на 2 района:
- Западный район (Westkreis)
- Восточный район (Ostkreis)

С 1 апреля 1990 года Саксен-Альтенбург делился на 3 ландратсамта:
- Альтенбург
- Роннебург
- Рода (Анклав)

## Правовая система
Высшая судебная инстанция — Юстиц-коллегия (Justiz-Kollegium), суды первой инстанции — юстиц-амты (Justizamt).